# Limnophila microspila
Limnophila microspila är en tvåvingeart som beskrevs av Alexander 1953. Limnophila microspila ingår i släktet Limnophila och familjen småharkrankar. Inga underarter finns listade i Catalogue of Life.